# Oligopol
Oligopol je tržišna struktura, kada na strani ponude ima nekoliko dominantnih preduzeća, koja kontrolišu cene i ostale uslove, ostvarujući tako visoke profite.